# Museo nazionale Jatta
Il Museo nazionale Jatta fu costituito in alcune stanze di Palazzo Jatta di Ruvo di Puglia e rappresenta l'unico esemplare in Italia di collezione privata ottocentesca rimasta tuttora inalterata dalla concezione museografica originaria. I reperti conservati nel museo furono raccolti dall'archeologo Giovanni Jatta nei primi anni dell'Ottocento, successivamente venne arricchita dall'omonimo nipote e venne ceduta allo Stato nel 1993.
Dal dicembre 2014 il Ministero per i beni e le attività culturali lo gestisce tramite il Polo museale della Puglia, nel dicembre 2019 divenuto Direzione regionale Musei.
Dal 2021 al 2023 il Museo è stato soggetto di restauro, che l'ha riportato alla sua conformazione originale. Il restauro ha previsto il rinnovo dell'impianto elettrico, il restoro delle stanze e dei piedistalli delle opere. Durante il restauro, il museo è rimasto aperto gratuitamente con una mostra chiamata "Collezionauta", allestita nel Grottone di Palazzo Jatta, ovvero un'antica cantina del Palazzo nata con lo scopo di ripostiglio. La mostra Collezionauta prevedeva la mostra di alcuni dei maggiori vasi di epoca magna-greca e di oggetti personali del XIX secolo, appartenuti ai membri della famiglia Jatta.

## Storia della collezione Jatta
L'anno 1822 portò Ruvo di Puglia sulla bocca di tutti i cittadini del Regno delle Due Sicilie. Come ricorda Giovanni Jatta junior:
La scoperta fortuita nel 1820 del patrimonio vascolare presente nel sottosuolo scatenò una vera e propria caccia al tesoro e tutta Ruvo fu messa a soqquadro non tanto con l'interesse di costituire un museo o di ricavare informazioni storicamente utili, ma con l'intento di vendere i pezzi pregiati al fine di un personale tornaconto. Due anni dopo si verificò il boom degli scavi e anche i primi intellettuali cominciarono ad interessarsi ai reperti. Oltre ai saccheggi dell'antica necropoli e al mercato sorto attorno alle anticaglie, alcune famiglie nobili ruvesi, quali Caputi, Fenicia, Jatta, Lojodice e altri, istituirono dei musei privati. Tuttavia tutte queste famiglie, ad eccezione degli Jatta, hanno poi disperso il loro patrimonio archeologico vendendolo ai privati e spesso all'estero, determinando così una dispersione delle ricchezze storiche rubastine. L'eccezione fu rappresentata dagli Jatta, soprattutto da Giovanni Jatta senior, magistrato presso il foro di Napoli, il quale finanziò vari scavi privati con l'intento di allargare la sua piccola collezione, per lo più composta da monete. 
Aiutato dal fratello Giulio, nel 1844, anno di morte di Giovanni Jatta la raccolta contava circa cinquecento reperti. L'erede di questo ingente patrimonio fu il nipote Giovannino, figlio di Giulio Jatta e Giulia Viesti, tuttavia nel testamento il giureconsulto aveva ordinato all'erede di cedere le ricchezze al Re dell'epoca in modo da conservarle nel Museo Archeologico di Napoli. Ma a Giovannino, essendo ancora troppo piccolo, subentrò sua madre Giulia che, morto anche il marito, decise di chiedere al Governo Reale di lasciare la collezione Jatta a Ruvo in modo da essere esposta in un edificio adibito ad abitazione e museo. Nel 1848 il re acconsentì alle richieste della signora Viesti. Con la maggiore età di Giovanni Jatta junior, la collezione era già passata ai duemila esemplari e toccò proprio a lui sistemare tutti i reperti nelle quattro stanze predisposte per il museo e in una quinta dedicata a monili e monete: la disposizione stanza per stanza dei reperti è giunta intatta fino a noi. Nei secoli successivi si aggiunsero alcuni pezzi scoperti e rinvenuti da Antonio Jatta. Nel 1991, la collezione privata Jatta fu acquistata dallo Stato con un indennizzo alla famiglia di 9 miliardi di lire dovuto alle spese sostenute dalla famiglia negli anni per la cura del patrimonio.
Il museo è tutt'oggi disposto secondo il volere dei fondatori ed è diviso in quattro sale ma fino ai primi del Novecento le sale erano ben cinque. La quinta sala conteneva un ricco medagliere, rubato nel 1915 e non più ritrovato.
I reperti inoltre sono disposti in ordine di importanza infatti la prima sala ospita delle terrecotte mentre l'ultima ospita il pezzo più importante e famoso, il vaso di Talos.
Nel 1993 con decreto ministeriale il Museo Jatta è stato dichiarato nazionale, mentre l'11 giugno dello stesso anno il Museo è stato riaperto al pubblico.
Alle sale si accede tramite l'antico portone di legno presente nell'atrio.

## Percorso espositivo

### Prima sala

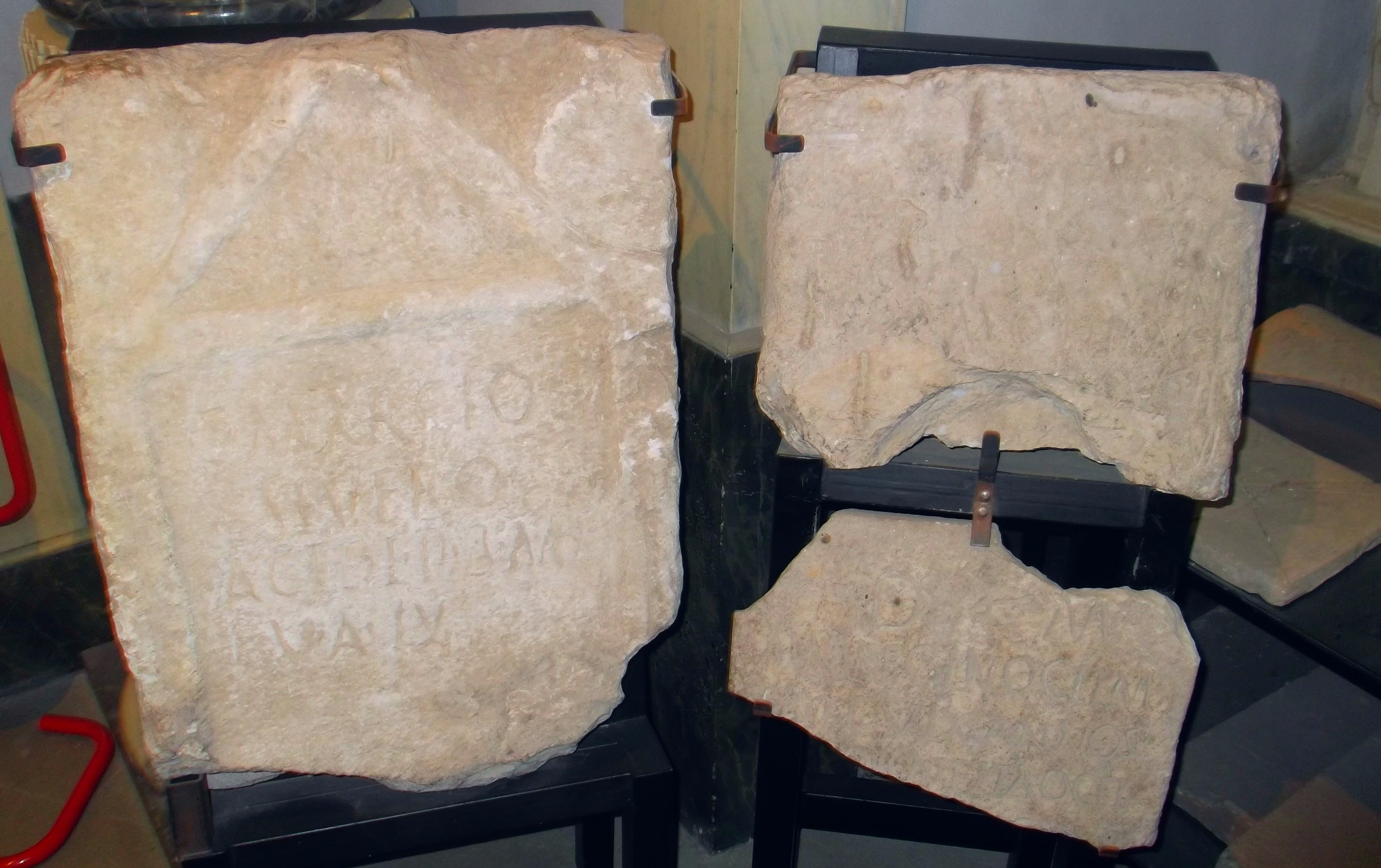
Iscrizioni del II secolo di età romana

Nella prima sala è posta un'iscrizione in latino che ricorda i fondatori del Museo. Principalmente sono presenti vasi in terracotta con decorazioni geometriche e risalenti all'età peuceta del VII e VI secolo a.C.. Al centro della stanza trova posto un gigantesco orcio ricomposto ed un tempo utilizzato per la raccolta dei liquidi alimentari. Sotto la grande finestra è stato ricostruito un sarcofago in tufo con all'interno dei reperti non verniciati. Accanto al sarcofago sono poste due iscrizioni incise su lastre sepolcrali di età romana risalenti al II secolo: la prima raccoglie la dedica dei coniugi Marcus Licinius Hermogenes e Licinia Charite al figlio morto all'età di sette anni; la seconda iscrizione riporta la dedica di Julia Eutaxia per il marito.
Nelle vetrine adiacenti sono conservati resti frammentari di decorazioni architettoniche, statuette dette oranti per la posizione delle braccia, una lunga serie di utensili e di statuette di divinità. Destano curiosità i tintinnabula, animaletti in ceramica contenenti un sassolino ed utilizzati dai più piccoli come giocattoli.

### Seconda sala
La seconda sala, la più grande, contiene circa 700 vasi di produzione greca o locale. I vasi sono stati creati con la tecnica delle figure rosse, ovvero immagini rosse su sfondo nero. All'ingresso della sala è possibile ammirare un grande cratere a mascheroni del IV secolo a.C. rappresentante Apollo nell'atto di scagliare le frecce contro i Niobidi, opera del pittore di Baltimora. Il vaso è fiancheggiato da due anfore dello stesso periodo ma opera del pittore Licurgo: la prima reca le scene di Eracle nel tempio con Antigone e Creonte e della lotta tra amazzoni e guerrieri attorno ad Eracle; la seconda invece la consegna delle armi ad Achille da parte delle Nereidi. Degno di nota è il cratere attico a campana raffigurante l'ascesa di Eracle all'Olimpo.
Le vetrine disposte tutt'intorno custodiscono una grande varietà di reperti che vanno da anfore e vasi di sempre minori dimensioni ad oggetti di uso funebre e quotidiano. Inoltre in questa stanza è conservato un'iscrizione latina che ricorda la costruzione delle mura della Rubi romana.

### Terza sala

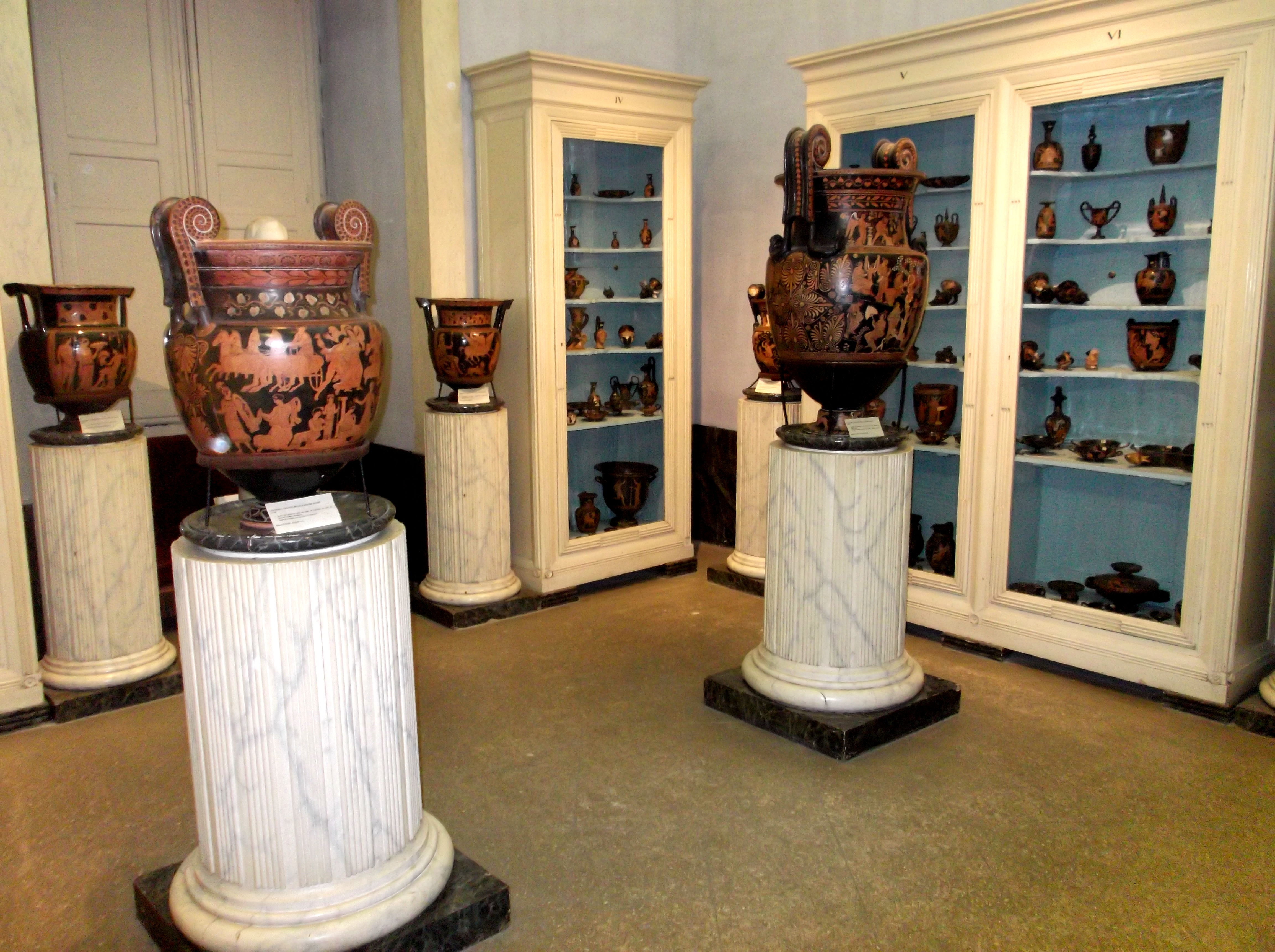
Panoramica della terza sala

Nella terza sala, contenente oltre quattrocento pezzi, spicca il bianco del busto marmoreo di Giovanni Jatta junior al quale si deve la fondazione del Museo. Il primo vaso collocato è un cratere protoitaliota a volute del IV secolo a.C. sul quale sono rappresentati Cicno ed è inoltre ripresa la biga di Ares con un'interessante prospettiva frontale. Su di un altro cratere protoitaliota è invece raffigurato Bellerofonte su Pegaso affiancato da Atena e Poseidone, opera del ceramografo chiamato pittore di Ruvo. Un terzo cratere di Licurgo riporta ben tre scene: il giardino delle Esperidi sulla facciata anteriorie; un sacrificio ad Apollo sul posteriore; Eracle contro il toro ed un rito dionisiaco sul collo del vaso. Su una colonna mozzata è inoltre presente un ulteriore cratere a volute su cui è dipinto il mito di Fineo ed è opera del pittore Amykos. Altri crateri posti sulle colonne raffigurano Teseo e Piritoo puniti da Minosse e il ratto delle Leucippidi.
Nelle vetrine sono conservati un gran numero di rhyta, bicchieri con forma di teste umane o animali, tra cui alcuni attici e alcuni appuli. È inoltre presente una pelike che rappresenta l'incontro tra Paride ed Elena mediato da Venere, un kantharos con figura di anziano barbuto e un askos.

### Quarta sala

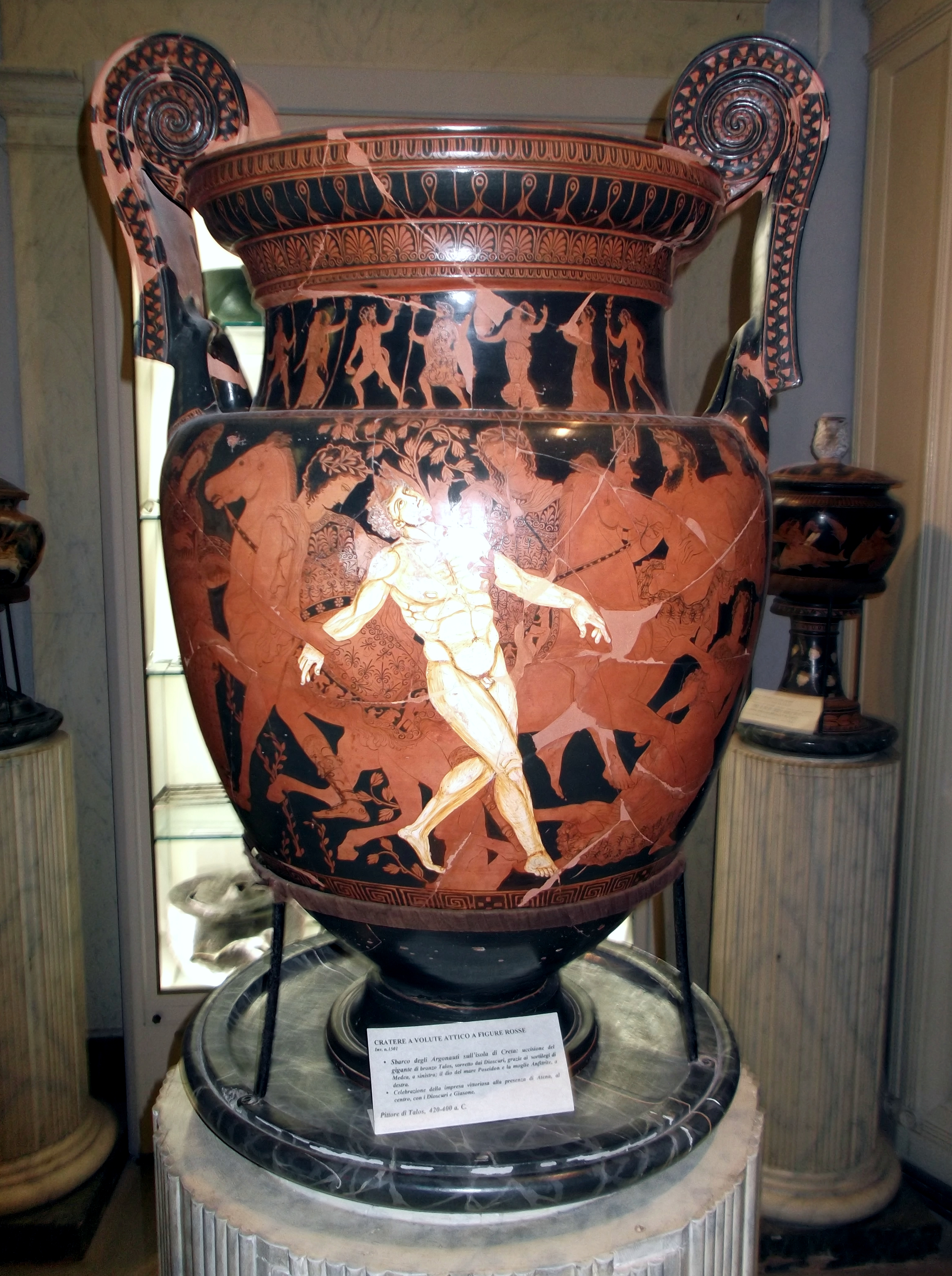
Il Vaso di Talos, il pezzo più pregiato della collezione, simbolo dell'intero museo e della città.

La quarta sala, nonostante sia la più piccola, raccoglie i reperti più preziosi, duecentosettanta circa. Anche qui è presente un busto marmoreo ma qui è raffigurato Giovanni Jatta senior in toga. È conservato un pelike che riprende il mito delle Nereidi e due esemplari di lebete. Sono inoltre presenti due crateri a volute di cui uno rappresenta Bellerofonte nell'atto di leggere la sua condanna a morte ed un altro sul quale è dipinta una corsa di quadrighe.
Nelle vetrine sono conservati rhyta bifacciali ma anche collane e balsamari in pasta vitrea. Importante è anche la kylix con figura di giovane nudo. Accanto è posto un lekythos raffigurante la gara di canto tra Tamiri e le Muse. La seconda vetrina raccoglie reperti del neolitico e dell'età del ferro. La terza ed ultima vetrina conserva opere di importazione corinzia databili tra il VII e il VI secolo a.C., come alcuni tipi di alabastron e ariballo.
Altri vasi custoditi sono del tipo a figure nere e dunque appartenenti alla prima fase della ceramica attica, quali l'oinochoe rappresentante Eracle contro il leone Nermeo e Teseo che rincorre il Minotauro. L'ultima ceramica, la più pregiata, è il vaso di Talos opera del cosiddetto pittore di Talos. Il Museo e la stessa città di Ruvo devono la loro fama a questo vaso considerato uno dei più importanti capolavori ceramografici attici per via delle innovazioni artistiche presenti come le ricerche coloristiche e prospettiche del V secolo a.C.. Sul vaso è dipinto l'episodio narrato da Apollonio Rodio nelle Argonautiche riguardo all'uccisione di Talos da parte di Medea, sostenuto morente dalle braccia di Castore e Polluce. Nella stanza inoltre ci sono oggetti di metallo e parti di armature.

### Grottone
Il Grottone di Palazzo Jatta nasce originariamente, all'interno del Palazzo, come ripostiglio. Durante il restauro del Museo, avvenuto tra il 2021 e il 2023 che ha riportato le quattro sale alla loro conformazione originale, rinnovando gli impianti elettrici e il restauro delle sale e dei piedistalli delle opere, il Grottone è stato ripulito, rinnovato, e ha aperto le sue porte al pubblico per la prima volta nella storia del Palazzo, per ospitare la mostra provvisoria di Collezionauta, mostra che prevedeva la vista di alcuni dei vasi più eccellenti già precedentemente esposti nell'originale Museo, e di moltissimi pezzi ed oggetti personali appartenuti ai membri della famiglia Jatta durante il XIX secolo.
Alla riapertura delle quattro originali stanze del Museo, il Grottone è rimasto comunque visitabile, con l'intento di ospitare collezioni esclusive nel corso del tempo ed eventi per i visitatori.